# Croix de Saint-Denis-le-Ferment
La croix de Saint-Denis-le-Ferment est un monument situé à Saint-Denis-le-Ferment, dans l'Eure, en France.

## Localisation
La croix se situe près de l'église.

## Historique
L'édifice, une  croix de cimetière, est daté du XVe siècle-XVIe siècle.
Le fût de la croix est de style Renaissance.
La croix est inscrite comme monument historique depuis le 26 décembre 1927.